# Pfarrkirche Frauenburg

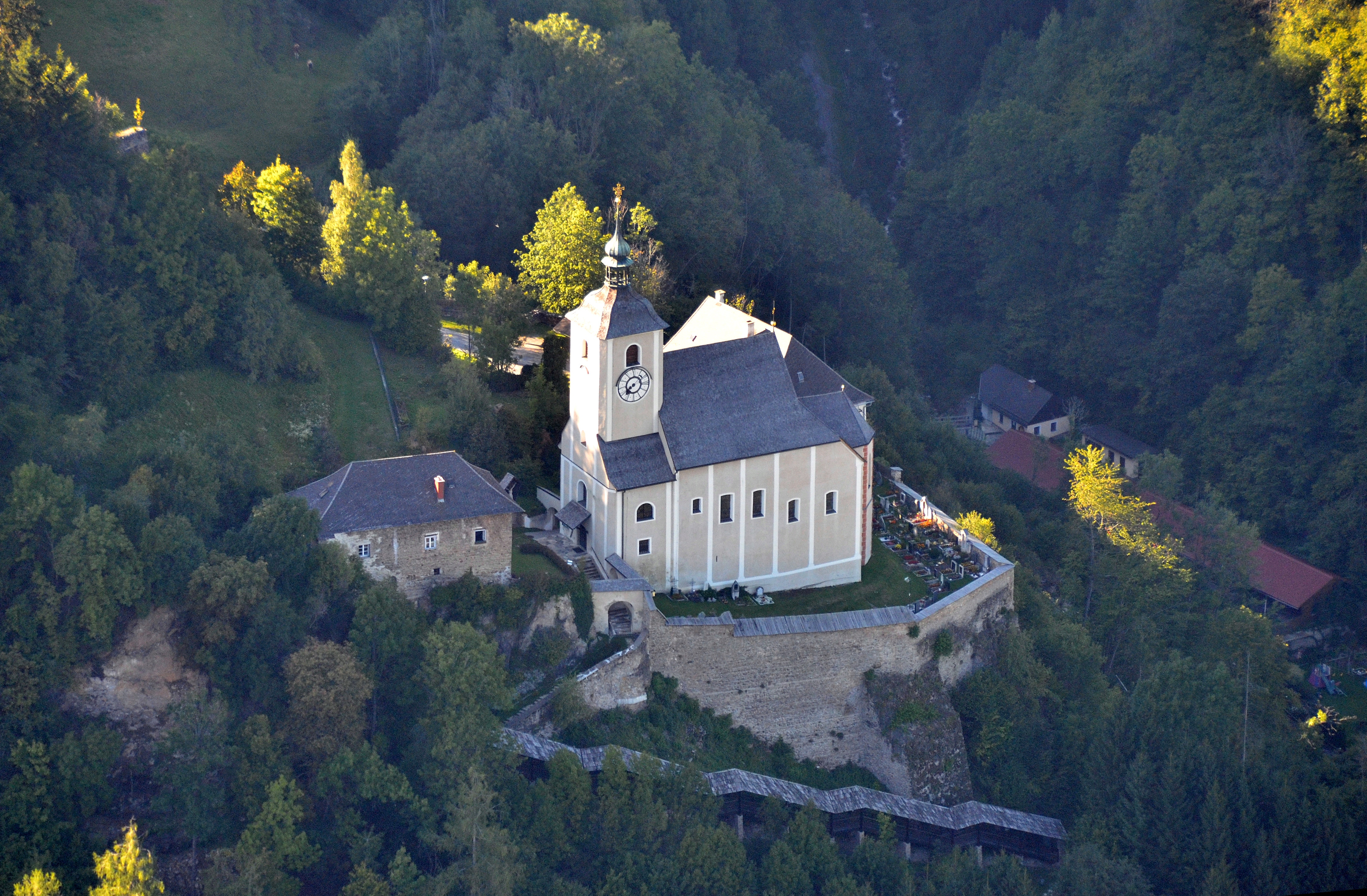
Katholische Pfarrkirche hl. Jakobus der Ältere in Frauenburg

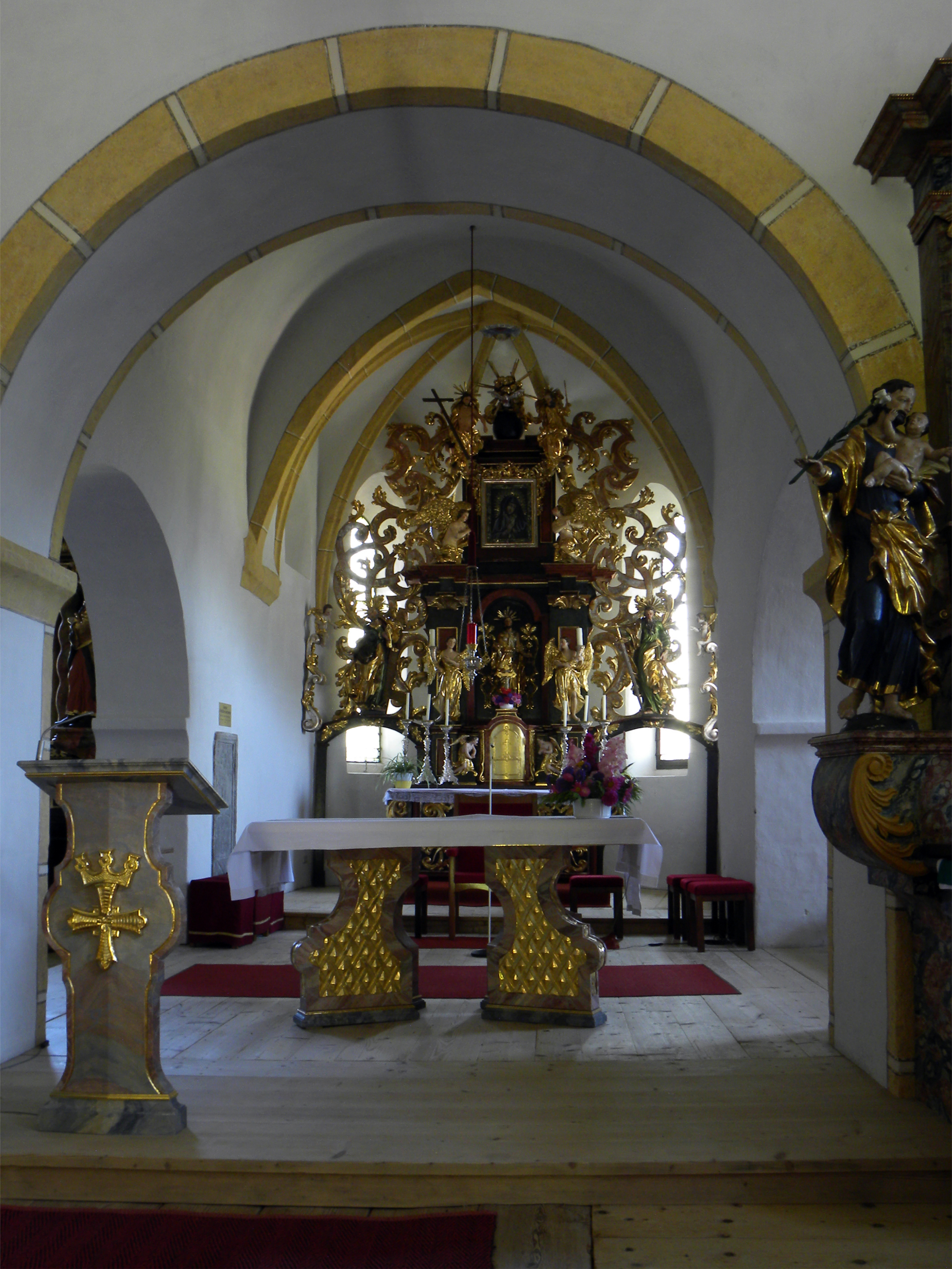
Im Langhaus zum Hauptchor

Die Pfarrkirche Frauenburg steht bei der Burgruine Frauenburg in der Marktgemeinde Unzmarkt-Frauenburg im Bezirk Murtal in der Steiermark. Die dem Heiligen Jakobus der Ältere geweihte römisch-katholische Pfarrkirche gehört zum Dekanat Judenburg in der Diözese Graz-Seckau. Die Kirche und der Friedhof stehen unter Denkmalschutz (Listeneintrag).

## Geschichte
1309 wurde urkundlich eine Pfarre genannt. Die Gruft und Teile der Oberkirche sind romanisch. Vor 1447 erfolgte unter den Herren von Stubenberg ein Umbau des Chores. Das Langhaus wurde später barockisiert. 1975 erfolgte eine Außenrestaurierung.

## Architektur
Der Hauptchor mit einem Fünfachtelschluss hat ein Gewölbe mit Brinstabrippen mit einem runden Schlussstein mit einem Relief-Engel. Das Joch des Hauptchores, wie auch die beiden gleich langen Seitenchöre, sind untereinander und zum Langhaus mit Rundbogenarkaden geöffnet und mit Längstonnen gewölbt, die Seitenchöre haben einen geraden Schluss. Das Fenster im Nordchor hat Maßwerk, ein weiteres Maßwerkfenster im Chor ist vermauert, alle weiteren Fenster, auch im Langhaus, sind barockisiert.
Das breite zweijochige Langhaus hat Kreuzgratgewölbe auf Gurten auf Wandpfeilern. Die Empore mit einer geschwungenen Brüstung ist im Norden bis zum Ostjoch vorgezogen.

## Ausstattung
Der Hochaltar mit Band- und Akanthusornament entstand um 1735/1736 in Judenburg in der Werkstätte des Balthasar Prandtstätter.